# Cedric Liddell
Pour les articles homonymes, voir Liddell.
Cedric Liddell, né le 11 juin 1913 à Clinton (Ontario) et mort le 4 juin 1981 à Walkerton, est un rameur d'aviron canadien.

## Palmarès

### Jeux olympiques
- Los Angeles 1932
  -  Médaille de bronze en huit[1].